# St-Nabor (Lixhausen)

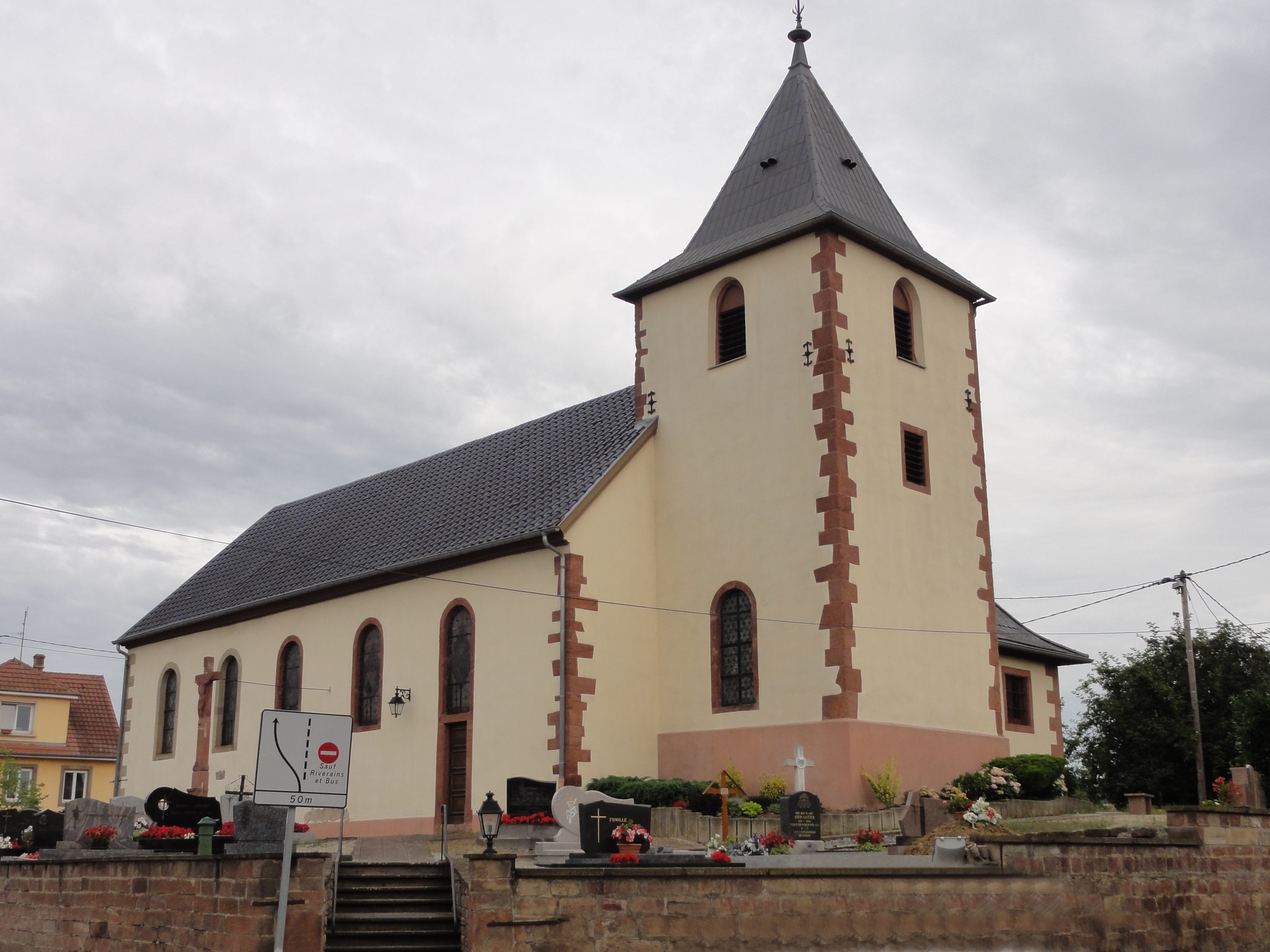
Lixhausen, St-Nabor

St-Nabor ist eine römisch-katholische Kirche in Lixhausen (Département Bas-Rhin) in Frankreich. Die dem hl. Nabor geweihte Kirche ist eingetragen im Verzeichnis des kulturellen Erbes Frankreichs.

## Geschichte
St-Nabor geht im Kern zurück auf eine mittelalterliche Chorturmkirche, wie sie für die Region typisch ist. Der Chorturm im Osten mit dem Chorraum im Turmuntergeschoss beinhaltet noch gotische Bausubstanz, die im 19. Jahrhundert überformt worden ist und vermutlich spätmittelalterlich ist. Das anschließende Langhaus entstand in zwei Bauphasen. Die an den Turm anschließenden drei östlichen Joche wurden im ersten Viertel des 19. Jahrhunderts errichtet. 1861 erfolgte schließlich eine Erweiterung um zwei Joche nach Westen. Der Triumphbogen, der den Chorraum vom Kirchenschiff trennt, ist nach links verschoben, so dass sich der Chorturm nicht in der Achse des Langhauses befindet. Dies geht offenbar auf die mittelalterliche Vorgängerkirche zurück.

## Orgel

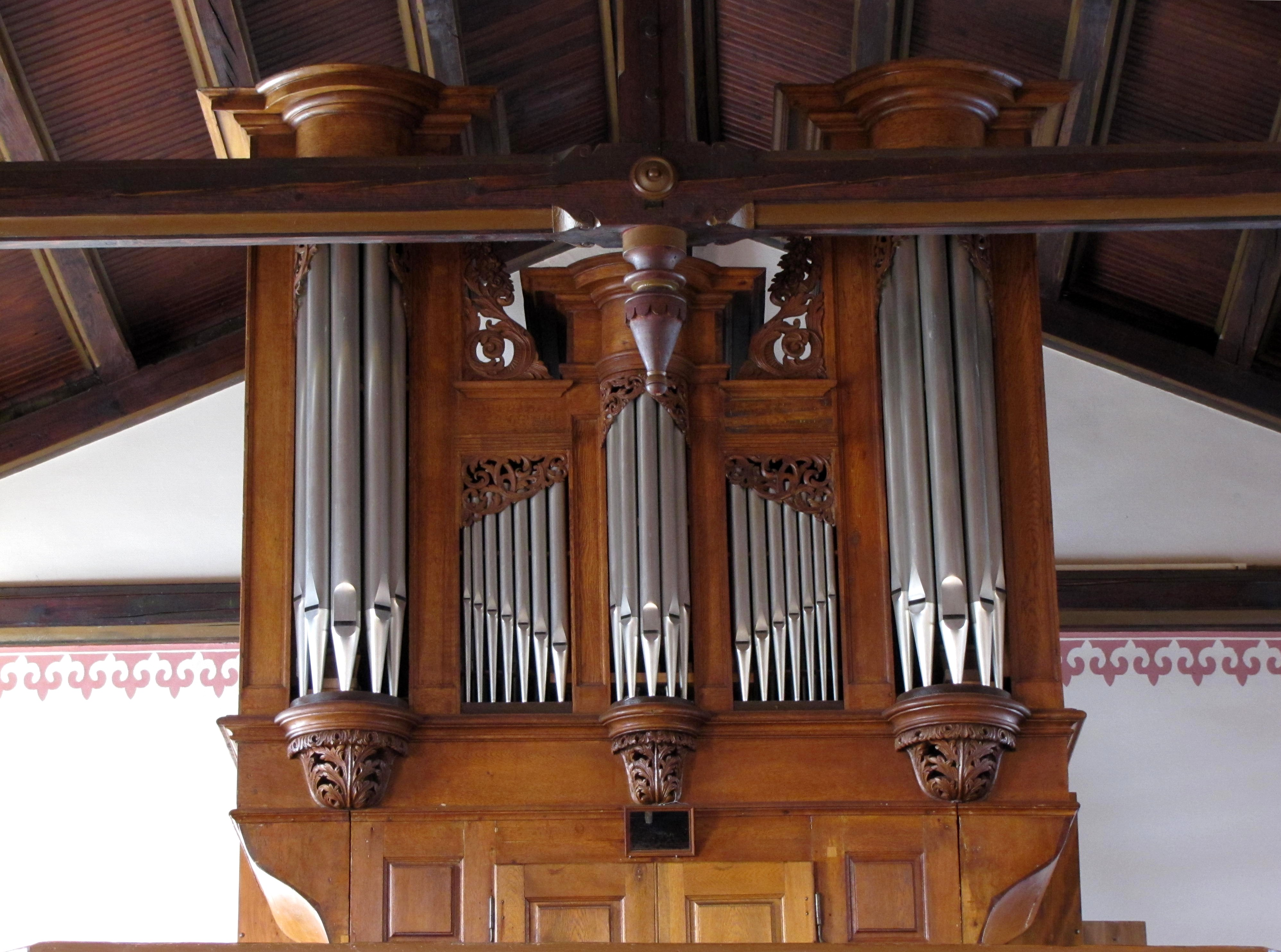
Orgel von St-Nabor

Die Orgel wurde 1735 vom elsässischen Orgelbauer Georg Friedrich Merckel für die Kirche von Benfeld erbaut. Sie wurde 1863 von der Gemeinde Lixhausen erworben und von Joseph Stiehr in deren Kirche überführt sowie 1868 restauriert. Sie enthält vier Register von Andreas Silbermann, die von der Orgel aus dem Jahr 1732 in der Kirche von Rosheim stammen. 1979 wurde sie von Orgelbauer Alfred Kern komplett restauriert, Tastatur und Pedale sind noch komplett erhalten. Das Instrument ist seit den 1970er Jahren als Monument historique klassifiziert.